# Jean D'Costa
Jean Constance D'Costa, née le 13 janvier 1937, est une romancière jeunesse, linguiste et professeur émérite jamaïcaine. Ses romans pour enfants de 11 à 13 ans, qui emploient à la fois le créole jamaïcain et l'anglais, font souvent partie des lectures recommandées dans les écoles jamaïcaines.